# Свемирски центар Кенеди
Свемирски центар Џон Ф. Кенеди (енгл. John F. Kennedy Space Center) је простор и постројење које се налази у близини рта Канаверал на Флориди у САД, које је од стране НАСА намењено лансирању свемирских летелица и за друге сврхе усмерене остваривању свемирских програма САД. Покрива подручје од око 219 квадратних миља. На подручју свемирског центра запослено је око 17.000 људи. Центар је осим као лансирно постројење познат и као врло посећено туристичко одредиште.
Свој назив центар је добио у новембру 1963. године али су свемирска истраживања на њему започела још у октобру 1957. године; слањем у свемир ракете Атлас. Почетак своје славе широм света центар је доживио почетком остваривања програма Аполо, а са њега је од тада остварено много успешних свемирских пројеката САД.
Иако су први Аполо летови и сви летови пројекта Меркури и пројекта Џемини полетели са тадашње ваздухопловне станице Кејп Канаверал, лансирањима су управљали KSC и његова претходећа организација, Директорат за лансирне операције. Почевши од четврте мисије Џемини, Насин центар за контролу лансирања на Флориди (Меркури контролни центар, касније Центар за контролу лансирања) почео је да предаје контролу над возилом Центру за контролу мисије у Хјустону, убрзо након полетања; у претходним мисијама држао је контролу током целе мисије.
Поред тога, центар управља покретањем роботских и комерцијалних посадних мисија и истражује производњу хране и коришћење ресурса ин-ситу места за ванземаљска истраживања.. Од 2010. године, центар је радио на томе да постане вишекорисничка свемирска лука кроз партнерства у индустрији, чак је додао и нову лансирну платформу (LC-39C) 2015. године.
Постоји око 700 објеката и зграда груписаних на 144,000 acres (0,58275 km2) центра. Међу јединственим објектима у KSC-у су 525 ft (160 m) висока Зграда за монтажу возила за монтажу највећих Насиних ракета, Центар за контролу лансирања, који спроводи свемирска лансирања у KSC-у, Зграда операција и полетања, у којој се налазе спаваонице за астронауте и свемирска одела, Фабрика свемирске станице и 3 mi (4,8 km) дугачко постројење за слетање шатла. Та тој локацији се исто тако налази Комплекс за посетиоце који је отворен за јавност.

## Формирање
Војска је изводила операције лансирања од 1949. године на станици свемирских снага Кејп Канаверал. У децембру 1959. Министарство одбране САД је пренело 5.000 људи и Лабораторију за испаљивање пројектила на Насу како би оформио Директорат за лансирне операције под Насиним центром за свемирске летове Маршал.
Циљ председника Џона Ф. Кенедија из 1961. о слетању на Месец са посадом до 1970. захтевао је проширење операција лансирања. Дана 1. јула 1962. Дирекција за лансирне операције је одвојена од MSFC-а да би постала Лансирни операциони центар (ЛОЦ). Такође, Кејп Канаверал није био адекватан да угости нови дизајн лансирног постројења потребног за мамутску ракету Сатурн V високу 363 ft (111 m), са потиском од 7.500.000 lbf (33.000 kN), која би била састављена вертикално у великом хангару и транспортована мобилном платформом до једне од неколико лансирних платформи. Због тога је донета одлука да се изгради нова локација која се налази поред Кејп Канаверала на острву Мерит.
NASA је почела да откупљује земљиште 1962. године, купујући власништво над 131 sq mi (340 km2) и преговарајући са државом Флорида за додатних 87 sq mi (230 km2). Главне зграде у индустријској зони KSC-а пројектовао је архитекта Чарлс Лукман. Изградња је почела у новембру 1962, а Кенеди је посетио ово место два пута 1962, и поново само недељу дана пре његовог убиства 22. новембра 1963.
Дана 29. новембра 1963, објекту је дато његово садашње име од стране председника Линдона Б. Џонсона на основу извршног налога 11129. Џонсонов указ је спојио цивилни LOC ЛОЦ и војну станицу Кејп Канаверал („објекти станице бр. 1 Атлантског ракетног домета“) под ознаком „Свемирски центар Џона Ф. Кенедија“, што је изазвало извесну забуну у јавности. Администратор агенције NASA Џејмс Е. Веб је то разјаснио издавањем директиве у којој се наводи да се назив Кенеди свемирског центра примењује само на LOC, док је Ваздухопловство издало општу наредбу о преименовању војног лансирног места Кејп Кенеди Ер Форс Стејшон.